# Sant Pere de Canet de Mar
Sant Pere de Canet és l'església parroquial de Canet de Mar (Maresme) protegida com a bé cultural d'interès local.

## Descripció
Església de característic estil gòtic tardà. La façana presenta un esgrafiat molt malmès. La porta d'entrada és de pedra amb llinda plana de pedra, i a sobre hi ha una capelleta per a posar un sant. Per damunt d'aquesta hi ha un petit rosetó molt senzill.
La coberta és a dues aigües. El campanar de tres pisos, iniciat el 1703, és conegut per l'alçada i la singularitat com la "Pubilla de la Costa". El rellotge és de 1880.

## Història
Fou consagrada el 6 de març del 1591 i cent anys després se li afegí la capella del Santíssim, el campanar i el creuer.